# Vereinigung der Unternehmensverbände in Berlin und Brandenburg

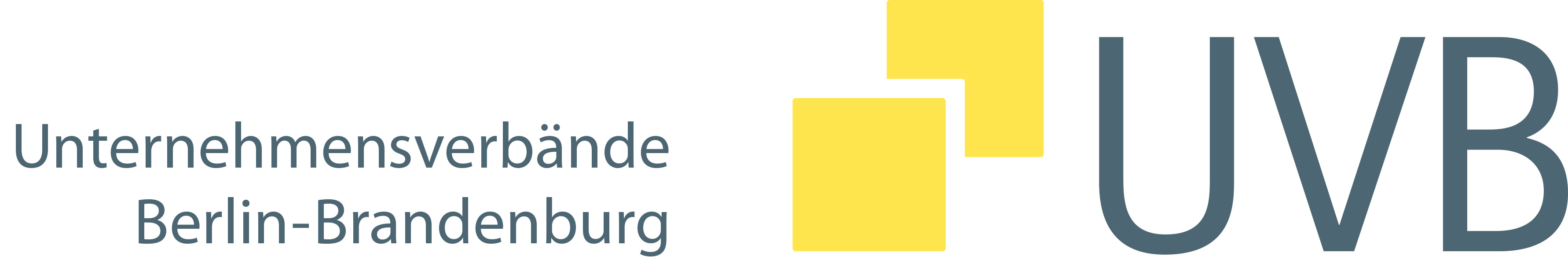
Logo der Unternehmensverbände Berlin-Brandenburg

Die Vereinigung der Unternehmensverbände in Berlin und Brandenburg e. V., kurz UVB, ist wirtschafts- und sozialpolitischer Spitzenverband der Region. Ihr gehören rund 60 Wirtschafts- und Arbeitgeberverbände aus Berlin und Brandenburg an. Neben den regionalen Verbänden der Industrie, von Handel und Dienstleistungen sowie des Handwerks sind auch bundesweit tätige Verbände Mitglied der UVB.
Die UVB ist der regionale Mitgliedsverband der Bundesvereinigung der Deutschen Arbeitgeberverbände (BDA). Die UVB nimmt außerdem die Aufgaben der Landesvertretung Berlin und Brandenburg des Bundesverbandes der Deutschen Industrie (BDI) wahr.
Die Verband vertritt die Gesamtinteressen der Wirtschaft gegenüber Politik, Verwaltung und gesellschaftlichen Gruppen innerhalb der Region. Die aktive Vertretung unternehmerischer Interessen steht dabei ebenso im Mittelpunkt wie die Unterstützung und Information der Mitgliedsverbände und -unternehmen. Gemeinsam mit dem Landesbezirk des DGB ist die UVB Sozialpartner und Träger der sozialen Selbstverwaltung.
Der Unternehmertag der Wirtschaft in Berlin und Brandenburg ist die jährliche Großveranstaltung der UVB. Er steht abwechselnd unter der Schirmherrschaft des Ministerpräsidenten von Brandenburg und des Regierenden Bürgermeisters von Berlin.

## Wirtschaftspolitik
Der Verband geht vom Leitbild einer gemeinsamen Wirtschaftsregion Berlin-Brandenburg aus und hält am Ziel eines gemeinsamen Bundeslandes fest.
Diese Vielfalt spiegelt sich auch in der großen Anzahl von rund 60 Wirtschafts- und Arbeitgeberverbänden wider, deren Dachorganisation die UVB ist. Neben den regionalen Verbänden von Industrie, Handel, Versicherungen und Dienstleistern sowie des Handwerks gehören der UVB auch bundesweit tätige Verbände an.
Besondere Bedeutung für die wirtschaftliche Entwicklung der Region hat nach Ansicht des Verbandes eine moderne, leistungsfähige und innovative Industrie. In den beiden Ländern sind in mehr als 1.800 Industriebetrieben fast 200.000 Menschen beschäftigt. Der Verband beabsichtigt die Ausschöpfung dieser Wachstumspotentiale im Schulterschluss von Politik, Verwaltung, Wirtschaft und Wissenschaft.

## Arbeitsmarkt- und Personalpolitik
Die demografische Entwicklung hat bereits den Ausbildungsmarkt erreicht. Damit ist es absehbar, dass zukünftig die Fachkräftesicherung die operative Personalarbeit der Unternehmen bestimmen wird. Zentrales Ziel der UVB im Bereich der Arbeitsmarkt- und Personalpolitik ist demzufolge die Sicherung der Fachkräftebasis in der Hauptstadtregion. Dabei sollen die Instrumente der aktiven Arbeitsmarktpolitik die Betriebe bei der Personalsuche und -auswahl, der Personaleinstellung sowie der Personalentwicklung unterstützen.
Anfang 2025 forderte die UVB die Streichung des Internationalen Frauentags als Berliner Feiertag.

## Bildungspolitik
Der Ausschuss für Bildungspolitik – unter Leitung von Martin Stöckmann, Leiter Siemens Professional Education Berlin und Ulrich Wiegand, Geschäftsführer der Handwerkskammer Berlin – nimmt diese Entwicklung auf. Er benennt die bereichsübergreifenden Themen und entwickelt – gemeinsam mit den Fach- und Branchenverbänden sowie Unternehmen – die geeigneten Lösungsansätze. Die UVB beteiligt sich mit konkreten Vorschlägen an der Diskussion um eine neue moderne Bildungspolitik in der Region. Individuelle Politikberatung ist dabei genauso ein Instrument wie öffentlichkeitswirksame Kampagnen.

## Tarifpolitik
Die UVB als regionaler Dachverband der Arbeitgeber setzt sich gegenüber Öffentlichkeit, Medien, Politik und Gewerkschaften für eine flexible und unternehmensorientierte Tarifpolitik ein, die durch tarifvertragliche Öffnungen eine betriebsnahe Anwendung erlaubt. Zudem müssen nach Ansicht des Verbandes Tarifabschlüsse Kostennachteile der Wirtschaft Deutschlands und der Region reduzieren, um Arbeitsplätze zu sichern und neue Beschäftigung zu fördern. Wichtigstes Arbeitsgremium dieses Bereiches ist der Tarifpolitische Ausschuss. Dieser koordiniert die Tarifpolitik der Mitgliedsverbände der UVB und analysiert die tarifpolitische Entwicklung.

## Arbeitsrecht
Die UVB vertritt die Interessen der Mitgliedsunternehmen gegenüber beiden Landesregierungen und -parlamenten im Gesetz- und Verordnungsgebungsverfahren und setzt sich für eine betriebsnahe Fortentwicklung des Arbeits- und Sozialrechts ein. Diese aktive Beteiligung an der Wirtschafts- und Arbeitsrechtspolitik erfordert einen ständigen Erfahrungs- und Ideenaustausch, der im Arbeitskreis Rechtspolitik erfolgt. Ihm gehören Vertreter aus Verbänden und Unternehmen an. Ergänzt wird diese Gremienarbeit durch den Arbeitskreis für Lohn- und Gehaltsabrechnung. Branchenübergreifend werden hier von Unternehmens- und Verbandsvertretern Erfahrungen ausgetauscht und gemeinsame Standpunkte erarbeitet.
Eine zusätzliche branchenübergreifende Arbeitsgemeinschaft bilden die Personalleiter der Großbetriebe in Berlin und Brandenburg. Hier stehen Beratungen über sozial- und arbeitsrechtliche Fragen sowie Themen der betrieblichen Personalpolitik im Mittelpunkt.
Regelmäßig kommt die Arbeitsgemeinschaft der Datenschutzbeauftragten zusammen. Hier werden regelmäßig aktuelle gerichtliche Entscheidungen sowie Inhalte von Gesetzgebungsverfahren von Unternehmensvertretern beraten.

## Soziale Sicherung
Ziel des Vereins ist es, insbesondere die betrieblichen Lohnzusatzkosten einzudämmen.
Im Ausschuss für Soziale Sicherung werden dazu aktuelle Fragen der gesetzlichen Renten-, Arbeitslosen, Kranken- und berufsgenossenschaftlichen Unfallversicherung behandelt, die für die Betriebe von Bedeutung sind und eine gemeinsame Position der regionalen Wirtschaft abgestimmt. Zudem koordiniert der Ausschuss die Tätigkeit der Arbeitgebervertreter in den Selbstverwaltungsorganen der Sozialversicherungsträger in Berlin und Brandenburg.

## Arbeitssicherheit
Die UVB unterstützt ihre Mitgliedsverbände und -unternehmen bei der Umsetzung von Arbeitssicherheits- und betrieblichen Umweltschutzregelungen und bietet Lösungsmöglichkeiten für unternehmensspezifische Probleme.
Ein branchenübergreifender Erfahrungsaustausch dazu erfolgt regelmäßig im Arbeitskreis für Arbeitssicherheit und betrieblichen Umweltschutz. Unter Vorsitz von Horst Jungnickel (BMW Motorrad-Werk Berlin) kommen dort Vertreter aus Verbänden und Unternehmen zum gemeinsamen Dialog zusammen.

## Klimapolitik
Im Namen des UVB lehnte Hauptgeschäftsführer Christian Amsinck den Volksentscheid „Berlin 2030 klimaneutral“ ab und bezeichnete den Entwurf zur Einhaltung des regionalen Umsetzung des 1,5-Grad-Ziels als „nicht umsetzbar“.